# Sonderzahlung (Österreich)
Als Sonderzahlung wird in Österreich ein zusätzliches Arbeitsentgelt bezeichnet, das in größeren Zeiträumen als den üblichen Beitragszeiträumen gewährt wird. Bekannt sind vor allem die Weihnachtsremuneration und der Urlaubszuschuss, welche auch 13. und 14. Lohn (bei Arbeitern) bzw. Gehalt (bei Angestellten) genannt werden. Unter den Begriff der Sonderzahlung fallen auch Abfertigungen, Gewinnanteile, Bilanzgeld sowie Renten- und Pensionssonderzahlungen 
(in den Monaten April und Oktober gebührt zur monatlichen Pension diese Sonderzahlung).
Auszahlung und Höhe von Sonderzahlungen sind teils gesetzlich, teils in Kollektivverträgen, Betriebsvereinbarungen oder Einzelarbeitsverträgen geregelt. Für Angestellte ist je ein Monatsgehalt als Weihnachts- und Urlaubsgeld üblich, die Auszahlungen finden meist mit November/Dezember und Juni/Juli statt.
Sonderzahlungen werden innerhalb des sogenannten Jahressechstels nicht mit dem progressiven Einkommensteuertarif, sondern mit einem festen Steuersatz begünstigt besteuert. Allerdings gehören Sonderzahlungen sozialversicherungsrechtlich zum Entgelt und unterliegen daher der Beitragspflicht.